# 伊藤洋三郎
伊藤 洋三郎（いとう ようざぶろう、1955年（昭和30年）3月17日 - ）は、日本の俳優。静岡県出身。身長171cm。血液型はO型。株式会社オランウータン所属。

## 人物
静岡県立韮山高等学校卒業、早稲田大学中退。
趣味は俳句、サッカー、アルゼンチンタンゴ。特技は空手、テナーサックス。雑種の犬を飼っている。好きな色は紺。
森田芳光・崔洋一・石井隆監督作品の常連出演者。
松田優作のファンであり、もともとは役者になる気はなかったが、大学在学中にバイト先で松田と出会って現場で付き人を経験していた。

## 出演

### 映画
- 友よ、静かに瞑れ（1985年6月15日公開、監督：崔洋一、東映セントラルフィルム）
- それから（1985年11月9日公開、監督：森田芳光、東映） - 書生 役
- 黒いドレスの女（1987年3月14日公開、監督：崔洋一、東宝）
- そろばんずく（1986年8月23日公開、監督：森田芳光、東宝） - ディスコの門番 役
- ア・ホーマンス（1986年10月10日公開、監督：松田優作、東映） - 寺田正二 役[3]
- あぶない刑事シリーズ
  - あぶない刑事 （1987年12月12日公開、監督：長谷部安春、東映） - 横浜港暑警ら課・井沢鉄男 役
  - またまたあぶない刑事（1988年7月2日公開、監督：一倉治雄、東映） - 横浜港暑警ら課・井沢鉄男 役
  - もっともあぶない刑事（1989年4月22日公開、監督：村川透、東映） - 横浜港暑警ら課・井沢鉄男 役
  - あぶない刑事リターンズ（1996年9月14日公開、監督：村川透、東映） - 横浜港署少年課・岸本猛 役[4]
  - あぶない刑事フォーエヴァー THE MOVIE（1998年9月12日公開、監督：成田裕介、東映） -  横浜港署少年課・岸本猛 役[5]
  - まだまだあぶない刑事（2005年10月22日公開、監督：鳥井邦男、東映） - 横浜港署少年課・岸本猛 役[6]
  - さらば あぶない刑事（2016年1月30日公開、監督：村川透、東映） - 横浜港署刑事課・岸本猛 役[7]
- 花のあすか組!（1988年8月13日公開、監督：崔洋一、東宝） - マネージャー 役[8]
- 悲しい色やねん（1988年12月10日公開、監督：森田芳光、東映） - 組員 役[9]
- バカヤロー!2 幸せになりたい。（1989年7月8日公開、監督：成田裕介、松竹） - 向山平次 役[10]
- 六本木バナナ・ボーイズ（1989年8月12日公開、監督：成田裕介、東映）[11]
- べっぴんの町（1989年10月14日公開、監督：原隆仁、東映）
- ウォータームーン（1989年12月16日、東映、工藤栄一監督）
- おいしい結婚（1991年5月18日、森田芳光監督） - 大下の結婚式の司会 役
- 雀鬼 裏麻雀勝負!（1992年12月1日、徳間ジャパンコミュニケーションズ） - 20年間無敗の男 役
- 免許がない!（1994年2月11日、東宝、明石知幸監督）
- 平成無責任一家 東京デラックス（1995年1月28日、崔洋一監督）
- 鴉（1995年、星貴則監督）
- マークスの山（1995年4月22日、松竹、崔洋一監督） - 松井浩司（法務省刑事局刑事課長） 役
- GONIN（1995年、石井隆監督）
- 極道の妻たち 危険な賭け（1996年、中島貞夫監督）
- GONIN 2（1996年、石井隆監督）
- OL忠臣蔵（1997年、原隆仁監督）- 宗方総務部長 役
- 黒の天使 Vol.1（1997年、石井隆監督）
- 冷たい血（1997年、青山真治監督）
- ポストマン・ブルース（1997年8月16日、SABU監督） - 飯田康則 役
- BLUES HARP（1998年、三池崇史監督）
- アンラッキーモンキー（1998年、SABU監督）
- お墓がない!（1998年、原隆仁監督）
- 裏警察BOX39 FILE 裏ビデオの女（1998年10月23日）
- 催眠（1999年、落合正幸監督）
- 日本黒社会 LEY LINES（1999年5月22日、大映、三池崇史監督）- SMの男 役
- 黒の天使 Vol.2（1999年11月13日、石井隆監督）
- 御法度（1999年12月18日、大島渚監督） - 観察、吉村貫一郎 役
- ISOLA　十三番目の人格（2000年[1月、水谷俊之監督）
- 修羅がゆく11 名古屋頂点戦争（2000年2月18日公開、KnacK 、小澤啓一監督） -  八田グループ代表者 八田九州男 役
- 静かなるドン THE MOVIE（2000年3月4日、ケイエスエス、鹿島勤監督） - 逃野 役
- スペーストラベラーズ（2000年4月8日、本広克行監督） - 西川刑事 役
- MONDAY（2000年5月、SABU監督）
- フリーズ・ミー（2000年5月27日、石井隆監督）
- 岸和田少年愚連隊 野球団（岸和田少年野球団）（2000年7月7日、渡辺武監督） - カズオ 役
- ざわざわ下北沢（2000年7月7日、シネマ下北沢、市川準監督） - 運転手 役
- ひまわり（2000年7月29日、ケイエスエス、行定勲監督） - 遺族の男 役
- 死者の学園祭（2000年8月5日、東映、篠原哲雄監督）
- 張り込み（2001年1月20日、篠原哲雄監督） - 溝口康彦 役
- エコエコアザラク（2001年4月28日、鈴木浩介監督） - 検死官 役
- ホタル（2001年5月26日、降旗康男監督）
- マーメイド 〜海から来た少女〜（2001年8月15日、真梨邑ケイ監督） - 主演・坂口 役
- TOKYO G.P.（2001年8月18日、ケイエスエス、石井隆監督）
- リセット〜飛びたい人々（2001年8月27日、鈴木浩介監督） - 5人目の男 役
- 修羅のみち4 北九州代理戦争（2002年4月20日公開、KnacK、小澤啓一監督） - 関東共住会系古川組組長 古川満 役
- 刑務所の中（2002年12月7日、崔洋一監督） - 掃夫友田 役
- 黄龍(イエロードラゴン)（2003年4月5日、倉田プロモーション、鹿島勤監督）
- 激闘極道抗争 東京2（2003年10月10日、日本映像）
- 怪談新耳袋  - 戸部隆夫 役
  - 特別篇 やめて（2003年11月1日）
  - 特別篇 もうやめて（2003年11月1日）
  - 特別篇 来るなら来い!（2003年11月1日）
- 花と蛇（2004年3月13日、石井隆監督） - ピエロ男 役
- 69 sixty nine（2004年公開、李相日監督）
- 肌の隙間（2004年12月7日公開、瀬々敬久監督） - 秦野 役
- 盤嶽の一生 第10話「二人ばんがく」（2005年、時代劇専門チャンネル）- 山川源之助 役
- スケバン刑事 コードネーム=麻宮サキ（2006年、深作健太監督）
- ベルナのしっぽ（2006年9月30日、山口晃二監督）
- フレフレ少女（2008年10月11日） - 応援団OB・玉井 役
- ヌードの夜/愛は惜しみなく奪う（2010年10月2日、クロックワークス）
- 武士の家計簿（2010年12月4日） - 与七 役
- ツレがうつになりまして。（2011年10月8日） - 編集者 役
- グラッフリーター刀牙（2012年7月14日）
- 北のカナリアたち（2012年11月3日、阪本順治監督） - 勇の父 役
- 甘い鞭（2013年） - 神山 役
- 捨てがたき人々（2014年6月7日）
- ルパン三世（2014年8月30日） - ナローン 役 ※声の出演
- 百円の恋（2014年12月20日）
- ズタボロ（2015年5月9日）
- GONIN サーガ（2015年9月26日、石井隆監督） - 皆藤渉 役
- 恋（2016年4月2日公開、監督：長澤雅彦） - 主演・徳田昭男 役[12]
- 秋の理由（2016年10月29日公開、監督：福間健二、渋谷プロダクション） - 主演・宮本守 役 [13][14]
- 霊的ボリシェヴィキ（2018年2月10日）- 三田 役
- 信虎（2021年11月） - 清水式部丞 役
- 流浪の月（2022年5月）-中瀬清(亮の父) 役
- きのう生まれたわけじゃない（2023年11月11日公開、監督：福間健二、ブライトホース・フィルム）[15]
- カムイのうた（2024年1月26日、菅原浩志監督） - 佐々木原 役[16]
- 掟（2024年8月30日、中津留章仁監督）[17]
- また逢いましょう（2025年7月19日公開、西田宣善監督） - 宏司 役[18]

### Vシネマ
- 襲撃（東映ビデオ、崔洋一監督）
- ヒットマン（石井輝男監督）
- 新宿アウトロー（エクセレントフィルム、三池崇史監督）
- バカヤロー!V2 私、問題です（光和インターナショナル、原隆仁監督）
- 狙撃2 THE SHOOTIST（東映Vシネマ 一倉治雄監督）
- 仁義6 全面報復戦争（1995年12月22日、日本映像、松井昇監督）
- W異常快楽殺人（東映ビデオ、黒沢直輔監督）
- XX（ダブルエックス）
美しき機能（キリングマシーン）（東映ビデオ、原隆仁監督）
- ビーバップハイスクール9（東映ビデオ、成田祐介監督）
- 卍舞III（1996年5月18日、日活ビデオ、吉田啓一郎監督）
- 羊たちの哀しみ（若松孝二監督）
- Another XX 赤い殺人者（東映ビデオ、黒沢直輔監督）
- がぶノミ荒矢（イメージファクトリー・アイエム、松井昇監督）
- むしむし ころころ（東映ビデオ、長谷部安春監督）
- 未亡人と女教師（1998年10月9日、東映ビデオ、水谷俊之監督）
- 静かなるドン1 - 12（光和インターナショナル、鹿島勤監督）
- 流血の抗争（東映ビデオ、長谷部安春監督）
- 愛人霊 1・2（1999年6月11日、東映ビデオ、水谷俊之監督）
- チャカ 2（1999年7月3日、ビジョンスギモト、渡辺武監督）
- 無頼人斬り五郎（1999年、東映ビデオ、池田敏春監督）
- 漂泊者（1999年、東映ビデオ、鳥井邦夫監督）
- ミナミの帝王〜劇場版〜（1999年、ケイエスエス、萩庭貞明監督）
- 女形気三郎 さても女の一大事（2000年9月21日、日本映像/松竹、石原興監督）
- 真・雀鬼・9（2000年、フィルムシティ、片岡修二監督）
- 本気!18 血闘編（2001年1月19日、日本映像、村田忍監督） - 北斗連合・岡村
- 嫌な奴。（2001年10月12日）
- 女形気三郎2 裁かさせていただきます（2001年10月21日、松竹）
- 真・雀鬼9 頂上決戦!裏プロVS表プロ（2001年11月16日、竹書房）
- 極道戦争勃発 東京（2002年10月11日、日本映像）
- 本気!24 反逆編（2002年10月18日、日本映像） - 東海連合若頭補佐・緒方治男
- 虎狼の大義（2013年） - 翔仁会舎弟頭 石橋剛

### テレビドラマ
- 棄てられた女（1985年6月、TBS）
- 火曜サスペンス劇場（日本テレビ）
  - 喪服の妻たち（1986年1月14日）
  - 三日間の悪夢（1988年5月31日）
  - 華麗なる追跡 THE CHASER（1989年10月7日）
  - 朝比奈周平ミステリー3 丹後路殺人事件 （1992年4月21日）
  - 生命（1993年8月31日）
  - 九門法律相談所6 浪費された愛（1996年11月26日）
  - 少女が死んだ夜（1997年4月8日）
  - 家族の48時間（1998年2月10日）
  - 刑事・鬼貫八郎8 青の殺意（1998年9月22日）
  - 九門法律相談所9「沈黙の裁き」（1999年1月12日）
  - ふたり（1999年8月10日）
  - 曲がり角の女達（2000年7月4日）
  - 警視庁鑑識班10（2000年10月17日）
  - 警部補 佃次郎11 かるはずみな言葉（2000年10月31日）
  - 言えない関係（2002年11月19日）
- あぶない刑事シリーズ（日本テレビ）
  - あぶない刑事（1986年10月 - 1987年9月）
  - もっとあぶない刑事（1988年10月 - 1989年3月）
  - あぶない刑事フォーエヴァー TVスペシャル'98　（1998年8月28日）
- ベイシティ刑事 第18話「子連れ刑事 ヨコハマ物語」（1988年、テレビ朝日）
- パパは殺し屋（1989年4月25日、TBS）
- 世にも奇妙な物語『ともだち』（1991年6月13日、フジテレビ）
- 土曜ワイド劇場（テレビ朝日）
  - タクシードライバーの推理日誌1（1992年5月9日）
  - 松本清張スペシャル・書道教授（1995年12月2日） - 山崎忠太郎
  - 死体を置いていかないで（1996年2月3日） - 鷹取博也
  - 雪の絶唱（1996年3月9日） - 並木課長補佐
  - ダイヤモンドの罠（1996年8月24日） - 湯沢正則
  - 作家 小日向鋭介の推理日記1（1997年8月23日） - 滝沢卓也
  - 名探偵・明智小五郎1 陰獣（1998年3月7日） - 青木民蔵
  - 華やかな喪服（1998年4月4日）
  - おとり捜査官・北見志穂3（1999年11月6日）
  - 女探偵 朝岡彩子（1999年11月13日）
  - 女詐欺師!愛川ナナの殺人捜査（2000年1月29日）
  - 西村京太郎トラベルミステリー
    - 34「津軽陸中殺人ルート」（2000年9月30日） - 新田刑事
    - 69「金沢〜東京・殺人ルート 2時間33分の罠」（2018年9月16日） - 橋爪周作

  - 殺人容疑者の妻!（2001年6月23日）
  - 捜査回避（2002年3月23日） - 木島正男
  - 森村誠一の終着駅シリーズ（2004年10月2日） - 五十嵐刑事
  - 横浜海上警察（2007年9月1日） - 杉原昭一
  - 再捜査刑事・片岡悠介4（2012年9月29日） - 杉原和義
  - 法律事務所(3)（2009年4月4日）
  - タクシードライバーの推理日誌38（2015年8月29日） - 神崎隆一
- 俺たちルーキーコップ 第8話「大悲恋」（1992年、TBS）
- さすらい刑事旅情編V 第21話「関門海峡の女・移動した死体」（1993年、テレビ朝日）
- お助け同心が行く! 第8話「二度目の金蔵破り」（1993年、テレビ東京） - 紋次
- もうひとつのJリーグ（1993年　日本テレビ）
- カミさんの悪口 第10話（1993年12月19日、TBS）
- 鬼平犯科帳（フジテレビ）
  - 第4シリーズ 第17話「さざ浪伝兵衛」（1993年） - 三次
  - 鬼平犯科帳スペシャル 兇賊（2006年2月17日、フジテレビ） - 文挟の友吉
- 愛の天使（1994年7月 - 9月、東海テレビ） - マスター・山崎 役
- 金曜エンタテイメント（フジテレビ）
  - オバさん刑事 桜乙女の事件帖1（1994年9月9日）
  - オバさん刑事 桜乙女の事件帖2（1995年5月26日）
  - 世にも奇妙なミステリー2 妻にいえない夫の秘密（1995年7月21日）
  - 帰ってきたOL三人旅（1996年7月26日）
  - 恐い女シリーズ2 モデル・ハウス（1996年8月9日）
  - 鑑定人・神埼竜治2 極意は片思いにあり（1997年6月13日）
  - 鍵師5（1997年10月17日）
  - 赤い霊柩車8 燃える棺（1997年12月26日） - 横山
  - 浅見光彦シリーズ 22・首の女殺人事件（2006年2月24日）
- 母の出発（1995年8月 - 9月、NHK）
- 風の刑事・東京発!2時間スペシャル（1995年10月18日、テレビ朝日）
- 芸術劇場『獏 カフカ断食芸人より 五場』（1996年　NHK）
- 八丁堀捕物ばなし（1993年 - 1996年、フジテレビ）
- 東京23区の女『品川区の女』（1996年6月21日、フジテレビ）
- はるちゃん（1996年9月-12月、東海テレビ）
- 世にも奇妙な物語 '96秋の特別編『のどが渇く』（1996年10月2日、フジテレビ）
- 月曜ドラマスペシャル→月曜ミステリー劇場→月曜ゴールデン→ドラマ特別企画（TBS）
  - 白愁のとき（1996年10月28日）
  - 万引きGメン・二階堂雪
    - 女性保安員・二階堂 雪1「万引きする女」（1998年4月27日） - 石井警部
    - 万引きGメン・二階堂雪4「変身願望」（1999年11月22日） - 森下英男
    - 万引きGメン・二階堂雪16「美顔・カリスマ美容師」（2007年12月24日） - 深尾士郎

  - 萩・津和野殺人ライン（1998年7月27日）
  - 呪いの5キャラットダイヤ（2000年8月21日） - 東野澄雄
  - すっぴん女探偵（2001年）
  - 探偵・喜多嶋翔子の調査報告書（2002年7月29日） - 黒須弘幸
  - 弁護士・猪狩文助3「悪の扉」（2002年8月19日） - 糸井孝男
  - 女タクシードライバーの事件日誌1「殺意の交差点」（2003年9月10日） - 田辺刑事
  - 十津川警部シリーズ29「松山・道後十七文字の殺人」（2003年9月22日） - 土井警部
  - 横山秀夫サスペンス 囚人のジレンマ（2004年9月13日） - 掛川守
  - 松本清張特別企画・殺意（2004年10月11日） - 磯野孝治郎
  - 湯けむりバスツアー 桜庭さやかの事件簿1（2009年4月27日） - 室園直哉
  - 沈黙の法廷・赤と黒（2010年8月30日） - 三枝修造
  - 山岳刑事2「魔の山 連続遭難殺人」（2013年10月28日） - 井岡編集長
  - 警視庁南平班〜七人の刑事〜7（2014年6月2日） - 田沼武雄
  - 警視庁機動捜査隊216X「引鉄」（2019年4月1日） - 山尾雄二
- 御家人斬九郎 第2シリーズ 第8話「賞金桜」（1997年、フジテレビ） - 米沢平吾
- 土曜ドラマ（NHK）
  - うどんとビデオ（1997年2月15・22日） - 水島啓一
- はみだし刑事情熱系 第1シリーズ（1997年） - 小室刑 役
- 世にも奇妙な物語 '97春の特別編『管理人』（1997年3月31日、フジテレビ） - 佐々木部長
- 寺子屋ゆめ指南（1997年9月 - 1998年3月、NHK）
- 平手造酒 利根の決闘（1997年9月17日、フジテレビ） - 笹川繁蔵
- 幻想ミッドナイト　第8話「四〇九号室の患者」（1997年11月29日、テレビ朝日）
- はみだし刑事情熱系 第2シリーズ（1998年3月4日、テレビ朝日） - 吉永隆一 役
- 石光真清の生涯（1998年5月4日 - 7日、NHK-BS2）
- 金さんVS女ねずみ「剣客二代目の妻」（1998年6月6日、テレビ朝日） - 荒鐘屋藤八 役
- 隠密奉行朝比奈1 第9話 近江編（1998年8月26日　フジテレビ） - 多田伊十郎 役
- つげ義春ワールド『やもり』（1998年8月31日　テレビ東京）
- 新選組血風録 第7話（1998年11月26日、テレビ朝日）
- Tears 第13話「サンタクロースがいっぱい」（1998年12月24日、テレビ朝日）
- 夜逃げ屋本舗（1999年、日本テレビ）
- 京都迷宮案内（1999年2月11日、テレビ朝日）
- はみだし刑事4（1999年、テレビ朝日）
- 一絃の琴 第1話（2000年3月27日　NHK）
- はぐれ刑事純情派（テレビ朝日）
  - 第13シリーズ 第16話（2000年7月19日） - 飯村良介 役
  - 第16シリーズ 第5話（2003年4月30日） - 清水義雄 役
- はみだし刑事純情系 PART5 第6話（2000年11月8日、テレビ朝日）
- 大江戸を駈ける! 第7話「瞳に映る真の情」(日本橋)（2001年1月22日、TBS） - 筒井進之助 役
- 京都迷宮案内（2001年5月24日、テレビ朝日）
- ウソコイ 第3・5・7・8話　（2001年7月 - 9月、関西テレビ）
- 盤嶽（BANGAKU）の一生 第10話「二人ばんがく」（2002年3月、フジテレビ） - 山川源之助 役
- 剣客商売 第4シリーズ 第1話「陽炎の男」（2003年1月21日、フジテレビ） - 大場平七郎 役
- 水戸黄門 第31部 第19話「アキ、小さな恋の港町 -三原-」（2003年3月3日、TBS） - 田原重三郎 役
- 相棒 （テレビ朝日）
  - Season2 最終話「私刑〜生きていた死刑囚と赤いベルの女」（2004年3月17日、テレビ朝日） - 中津一義 役
  - season20 第5話「光射す」(2021年11月10日、テレビ朝日) - 水木洋輔 役
- 女と愛とミステリー
  - 「みんな誰かを殺したい」（2004年）
  - 「犯罪交渉人ゆり子3」（2004年） - 和田修一 役
  - 「警部補・鳴沢了 被弾」（2005年） - 友川恭一 役
- 水曜ミステリー9
  - 警視庁黒豆コンビ（2005年7月13日）
  - 警察署長・たそがれ正治郎3 隅田川殺人模様（2006年11月29日） - 権藤管理官 役
  - 松本清張特別企画・聞かなかった場所（2011年11月16日） - 浅井英夫 役
  - 罪火（2014年12月10日） - 中村富雄 役
- 新・科捜研の女2 第8話ゲスト（2005年9月1日、テレビ朝日） - 須藤庄一 役
- アンフェア（2006年1月 - 3月、関西テレビ） - 広田（広真建設社長） 役
- DRAMA COMPLEX『らんぼう』（2006年1月17日、日本テレビ）
- 金曜プレステージ（フジテレビ）
  - 浅見光彦シリーズ 27・竹人形殺人事件（2006年10月26日） - 福井県警捜査二課・橋本警部 役
  - 探偵倶楽部（2010年10月22日） - 組関係の幹部
- おみやさん第6シリーズ第10話（2009年1月29日、テレビ朝日）
- 絶対零度〜未解決事件特命捜査〜 第3話ゲスト（2010年4月27日、フジテレビ） - 合田昌人 役
- 京都地検の女第6シリーズ第3話（2010年10月28日、テレビ朝日） - 佐伯設計事務所 所長・佐伯清一郎 役
- 鬼平外伝 夜兎の角右衛門（2011年） - 名草の綱六 役
- 新・警視庁捜査一課9係 season3 第6話（2011年8月10日、テレビ朝日） - 二村吉弘 役
- 遺留捜査 第2シリーズ　第5話（2012年8月16日、テレビ朝日） - 河田裕一 役
- ゴーイング マイ ホーム（2012年10月 - 12月、関西テレビ） - 陽
- 科捜研の女 第12シリーズ 第2話（2013年1月17日、テレビ朝日） - 壁谷多聞 役
- レディ・ジョーカー（2013年3月 - 、WOWOW） - 秦野浩之 役
- 猫侍（2013年10月 - 12月、東名阪ネット6および5いっしょ3ちゃんねる他）
- 恋文日和 第6話（2014年2月11日、日本テレビ）
- 警視庁捜査一課9係 season9 第9話（2014年9月3日、テレビ朝日） - 巽三郎 役
- 赤と黒のゲキジョー（フジテレビ）
  - 三面記事の女たち -愛の巣-（2015年2月20日）
- 伝七捕物帳 第7話（2016年8月26日、NHK BSプレミアム） - 弥七 役
- 警視庁・捜査一課長（2017年） - 江上恭介 役
- 特捜9 season1 第9話「連続殺人者X」（2018年6月6日、テレビ朝日） - 佐野真一郎 役
- 名奉行!遠山の金四郎（2018年8月13日、TBS） - 横倉淡路守正義 役
- そして、生きる（2019年8月4日 - 9月8日、WOWOW） - 清水宏 役
- シャーロック 第6話「前世殺人? 古いビデオテープが語る真相」（2019年11月11日、フジテレビ） - 平田初雄 役
- 死役所 第5話「林晴也」（2019年11月13日、テレビ東京） - 林清三 役
- アライブ がん専門医のカルテ（2020年） - 本間医師 役
- 刑事7人 SEASON6 第6話（2020年9月9日、テレビ朝日） - 羽井哲 役
- 我らがパラダイス（2023年1月8日 - 3月12日 、NHK BSプレミアム・BS4K） - 山口隆 役[19]

### CM
- ソニー・エリクソン・モバイルコミュニケーションズ ドミノ編（声の出演）
- トヨタ クオリス（声の出演）
- マスターカード（声の出演）
- ソニー・コンピュータエンタテインメント プレイステーション2ソフト『ワイルドアームスii』（声の出演）
- 参天製薬 サンテFX（声の出演）
- キーコーヒードリップオン（声の出演）
- ファミリーマート（声の出演）
- フジスタッフ（声の出演）
- アロンアルフア（声の出演）
- トヨタ・カローラ（声の出演）
- 花王 石鹸ピュア（声の出演）
- ダンロップ デジタイヤ
- 東芝 企業広告（声の出演）
- あいおい損保（声の出演）
- 花王 ビオレ（声の出演）
- 森永乳業 アロエヨーグルト（声の出演）
- ミシュラン タイヤ（声の出演）
- 資生堂（声の出演）
- 日産自動車 シルフィ（声の出演）
- ソニー（2006年 - 2007年、声の出演）
- 明治　チョコレート効果

### ナレーション
- 美酒礼讃
- 悠悠中国 大地と水（BS-TBS）

### アニメ
- 最強武将伝 三国演義（2010年 - 2011年、テレビ大阪） - 孫権

### 舞台
- レーン
- 上海バンスキング（オンシアター自由劇場）
- もっと泣いてよフラッパー（オンシアター自由劇場）
- おお!ミステイク（オンシアター自由劇場）
- 愛は頭にくる（1986年、東京壱組）
- 丘の上のハムレットの馬鹿（1988年、むうぶ・おん）
- モーゼル（1989年、UVシルエッツ、演出：松田優作）
- 海のサーカス（1992年、脚本：鄭義信）
- カップルズ・冬のサボテン 海のサーカス（1995年、脚本：鄭義信）
- カップルズ・春のキッチン 海のサーカス（1997年、脚本：鄭義信）

### その他
- 驚きももの木20世紀（朝日放送）ナレーション
- ソニー・コンピュータエンタテインメント プレイステーションソフト「ファンタビジョン」（声の出演）
- コスモ石油 R&TVナレーション
- 東芝日曜劇場（TBS）オープニングナレーション
- 青春アドベンチャー『今夜は眠れない』（NHK-FM）ナレーション